# 略爾維克
略爾維克（挪威語：Røyrvik）是挪威特倫德拉格郡的一個市镇，行政中心为略爾維克村。市镇面积为1,585平方公里，人口数量为461人（2020年），人口密度为每平方公里0.3人。